# Laurent Percerou
Laurent Jean Lucien Marie Percerou (ur. 11 września 1961 w Dreux) – francuski duchowny rzymskokatolicki, biskup diecezjalny Moulins w latach 2013–2020, biskup diecezjalny Nantes od 2020.

## Życiorys
Laurent Jean Lucien Marie Percerou urodził się 11 września 1961 w Dreux w departamencie Eure-et-Loir. 
Po studiach wyższych na Wydziale Historycznym Uniwersytetu w Tours, które zakończyły się dyplomem uprawniającym do nauczania w szkołach publicznych, wstąpił do Seminary des Carmes w Paryżu. Ukończył studia filozoficzno–teologiczne na Katolickim Uniwersytecie Paryskim, gdzie uzyskał również licencjat z teologii biblijnej i systematycznej. Studiował również prawo kanoniczne na Uniwersytecie w Salamance w Hiszpanii. Święcenia prezbiteratu przyjął 14 czerwca 1992.
Po święceniach pełnił następujące funkcje: 1993–2003: proboszcz parafii z maintuon, Gallardon i grupie parafialnej Challet, Gallardon, maintenon i Villiers-le-Mohier; 1995–2007: delegat diecezjalny ds. powołań; 2003–2005: wikariusz generalny i moderator Kurii; 2005–2006: administrator diecezjalny sede vacante; 2006–2013: wikariusz generalny; 2005–2013: asystent Scouts et Guides de France w Chartres; 2009–2013: kierownik ds. katechetycznych.
14 lutego 2013 papież Benedykt XVI prekonizował go biskupem diecezjalnym Moulin. 14 kwietnia 2013 otrzymał święcenia biskupie i odbył ingres do bazylik katedralnej Notre Dame. Głównym konsekratorem był Hippolyte Simon, arcybiskup metropolita Clermont, któremu asystowali Michel Pansard, biskup diecezjalny Chartres i Pascal Roland, biskup diecezjalny Belley-Ars. Jako zawołanie biskupie przyjął słowa „Ut omnes unum sint” (Aby wszyscy byli jedno).
11 sierpnia 2020 papież Franciszek przeniósł go na stolicę biskupią Nantes. Ingres do katedry św. Piotra i Pawła w Nantes, w trakcie którego kanonicznie objął urząd, odbył 20 września 2020.
W strukturach Konferencji Episkopatu Francji był w latach: 2017–2023: przewodniczącym Rady ds. Duszpasterstwa Dzieci i Młodzieży; 2023–2024: członkiem Rady Solidarności i Diakonii; od 2024: członek Rady Stałej Konferencji Biskupów Francji.